# Grammond
Grammond är en kommun i departementet Loire i regionen Auvergne-Rhône-Alpes i centrala Frankrike. Kommunen ligger i kantonen Chazelles-sur-Lyon som tillhör arrondissementet Montbrison. År 2022 hade Grammond 885 invånare.

## Befolkningsutveckling
Antalet invånare i kommunen Grammond
| Referens: INSEE |